# Léo Silva
Léo Silva (São Luís, 24 december 1985) is een Braziliaans voetballer.

## Carrière
Silva begon zijn carrière bij Cruzeiro EC. Hij tekende in 2010 bij Guaratinguetá Futebol. Hierna kwam hij uit voor Portuguesa. Hij tekende in december 2012 bij Albirex Niigata in de J1 League. Hij speelde 122 competitiewedstrijden waarin hij 16 doelpunten maakte. 
Hij tekende in 2017 bij Kashima Antlers. In 2017 eindigde de club op doelssaldo tweede in de J1 League, wel werd de Japanse Supercup gewonnen van Urawa Red Diamonds. In 2018 werd de AFC Champions League gewonnen. In de finale tegen de Iraanse club Persepolis FC scoorde Silva zijn tweede doelpunt van het toernooi. In 2019 haalde de ploeg de finale van de Beker van de keizer. Hij tekende in 2022 bij Nagoya Grampus.
Begin 2023 keerde hij terug naar Brazilië waar hij voor Moto Club de São Luís ging spelen.